# Le Viandier

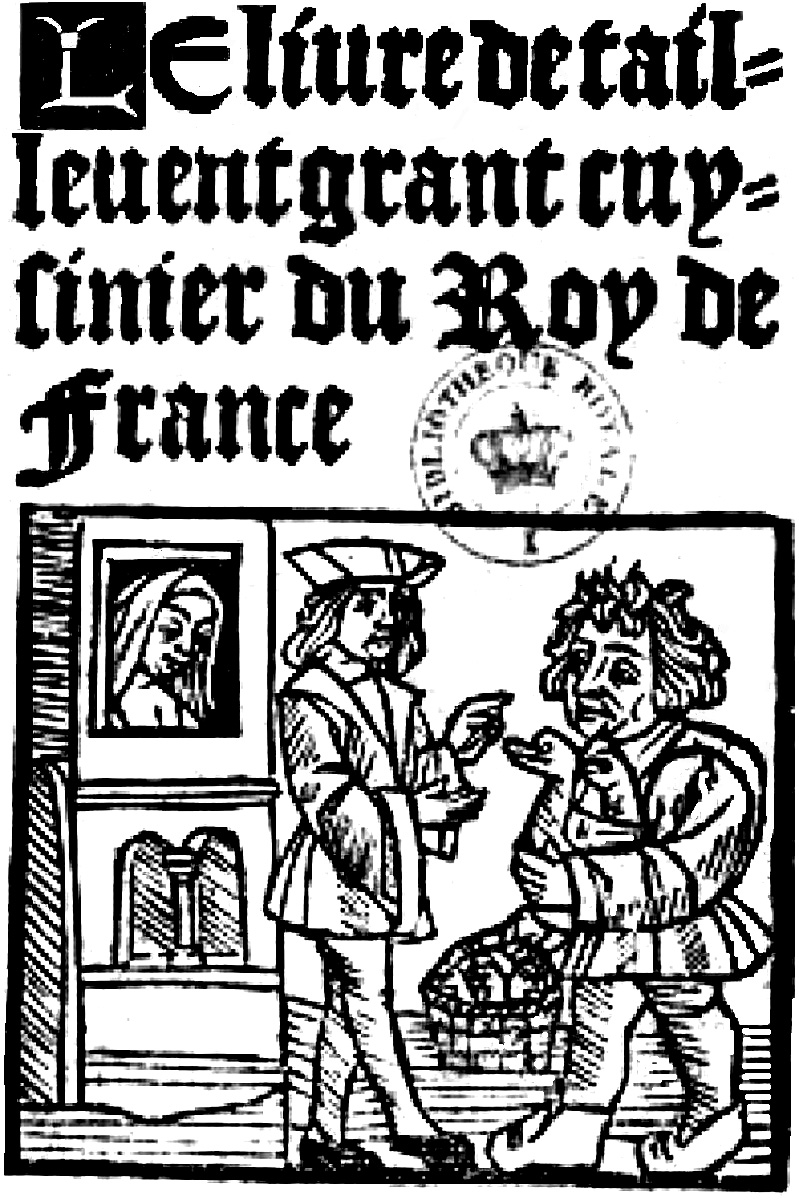
Le Viandier de Taillevant, видання XV століття.

«Le Viandier»  (частіше «Le Viandier de Taillevent») — колекція рецептів, авторство якої приписують Гійому Тірелю, він же Тайво. Варто відзначити, що рання версія роботи датується близько 1300 роком, за 10 років до народження Тіреля. Тому справжній автор невідомий. Взагалі для середньовічних та ранньомодерних колекцій рецептів не рідкістю був плагіат, доповнений додатковими матеріалами й представлений як роботи пізніших авторів.
Є чотири збережених рукописи «Le Viandier». Найстаріший знайшли в Архівах кантони дю Вале (Сіон, Швейцарія), написаний наприкінці XIII або на початку XIV століття, він значною мірою ігнорувався до 1950 року. Саме цей рукопис ставить під сумнів авторство Тіреля, через відсутність частини на самому початку, тому назва і автор цієї ранньої роботи невідомі. Рукописи XIV століття зберігаються у Національній бібліотеці (Париж), раніше вважалося, що це найстарші варіанти книги. Версія з Ватиканської бібліотеки (Ватикан) датується початком XV століття. Четвертий рукопис міститься у Бібліотеці Мазаріні (Париж), також належить до XV століття.
П'ята версія з XV століття, як відомо, існувала в Сен-Ло, в Архіві де Ла-Манш. На неї посилаються Джером Пишон і Жорж Віке у своїй монографії 1892, Le Viandier; однак, рукопис із Сен-Ло був знищений під час пожежі в 1944 році.
У рукописі Вале налічується близько 130 рецептів. У різних рукописах рецепти можуть відрізнятися.
У 1486 році, «Le Viandier» вперше надрукували. Двадцять чотири видання були створені між 1486 і 1615. Версія для друку 1486 року містила додаткові 142 рецепти, які не знайдені в інших рукописах.
«Le Viandier» є однією з найбільш ранніх і найвідоміших колекцій рецептів Середньовіччя, поряд з латинською «Liber de coquina» і англійською «Forme of Cury». Серед іншого, у ньому міститься перший докладний опис інтреметів.